# 스노우 케이크
《스노우 케이크》(영어: Snow Cake)는 영국과 캐나다에서 제작된 마크 에번스 감독의 2006년 로맨틱 코미디 드라마 독립 영화이다. 앨런 리크먼, 시고니 위버, 캐리앤 모스, 에밀리 햄프셔 등이 출연하였고, 지나 카터 등이 제작에 참여하였다.

## 출연
- 앨런 리크먼
- 시고니 위버
- 캐리앤 모스
- 에밀리 햄프셔
- 제임스 얼로디
- 캘럼 키스 레니
- 제인 이스트우드

## 기타 제작진
- 배역: 존 버컨
- 미술: 매슈 데이비스
- 의상: 데브라 핸슨